# Kylmäkangas
Kylmäkangas är en kulle i Finland. Den ligger i Kuhmois i landskapet Mellersta Finland, i den södra delen av landet, 160 km norr om huvudstaden Helsingfors. Toppen på Kylmäkangas är 203 meter över havet, eller 73 meter över den omgivande terrängen. Bredden vid basen är 9,0 km.
Terrängen runt Kylmäkangas är huvudsakligen platt. Runt Kylmäkangas är det mycket glesbefolkat, med 3 invånare per kvadratkilometer. Närmaste större samhälle är Kuhmois, 13,6 km sydväst om Kylmäkangas. 